# Мургана (хижа)
Вижте пояснителната страница за други значения на Мургана.
Хижа „Мургана“ се намира в подножието на връх Мургана, в Етрополска планина, дял от Средна Стара планина. Попада в северната част на Община Челопеч.
Представлява триетажна постройка с капацитет 60 места. До хижата може да се стигне по асфалтиран път.
Хижата е пункт от европейски маршрут E3 (Ком - Емине).

## Съседни обекти
| Изходни точки   | Изходни точки |
| --------------- | ------------- |
| Златишки проход | 1,00 ч.       |
| село Челопеч    | 2,00 ч.       |
| село Мирково    | 3,30 ч.       |
| Хижи            |               |
| Кашана          | 1,00 ч.       |
| Чавдар          | 4,00 ч.       |
| Свищиплаз       | 4,30 ч.       |